# HK Dinamo Minsk
HK Dinamo Minsk (belarusiska: ХК «Дына́ма» Мінск, HK Dynáma Minsk; ryska: ХК «Дина́мо» Минск, HK Dinámo Minsk), är en belarusisk ishockeyklubb från Minsk, som spelar i Kontinental Hockey League (KHL).

## Historik
Klubben existerade tidigare åren 1966–2000, men bildades i nuvarande form 2003. Åren 1976–1992 spelade Dinamo Minsk i det sovjetiska seriesystemet och åren 1992–2000, samt 2003–2007 spelade  klubben i det vitryska seriesystemet. År 2007 vann klubben det vitryska mästerskapet och spelar sedan 2008 i KHL. Hemmamatcherna spelas i ligans största arena; Minsk-Arena. Den ryske spelaren Sergej Fjodorov inledde ishockeykarriären i Dinamo Minsk säsongen 1985–1986. Målvakten Jhonas Enroth är en av de svenskar som representerat HK Dinamo Minsk.

## Meriter
Vitryska mästare (1): 2007

 Spengler Cup (1): 2009